# José Villarreal (calciatore 1993)
José Villarreal (Inglewood, 10 settembre 1993) è un ex calciatore statunitense, di ruolo centrocampista.

## Palmarès

### Club

#### Competizioni nazionali
- Campionato MLS: 1

LA Galaxy: 2014